# Rejestr małżeńskich stosunków majątkowych (prawo niemieckie)
Rejestr małżeńskich stosunków majątkowych (niem. Güterrechtsregister) – prowadzony w Niemczech przez sądy rejonowe ogólnodostępny rejestr, w którym na wniosek małżonków odnotowywane są odstępstwa od ustawowego ustroju wspólności przyrostu majątku oraz różnego rodzaju zastrzeżenia i ograniczenia dotyczące majątku małżonków. Służy ochronie zaufania osób trzecich i interesów majątkowych małżonków we wzajemnych relacjach zobowiązaniowych. Wpisy do rejestru dokonywane są z zasady na wniosek obojga małżonków, w przypadkach wskazanych w ustawie także na wniosek jednego z nich, nigdy zaś z urzędu.

## Zdarzenia, które można wpisać do rejestru
- zmiana i uchylenie małżeńskich ustrojów majątkowych
- uchylenie ograniczenia w zakresie rozporządzeń całością majątku małżonka z § 1365 BGB
- ograniczenie i wyłączenie prawa małżonka do zawierania czynności prawnych w zakresie pokrywania potrzeb życiowych rodziny ze skutkiem również wobec drugiego małżonka (§ 1357 BGB)
- inne